# NGC 2982
NGC 2982 је расејано звездано јато у сазвежђу Једра које се налази на NGC листи објеката дубоког неба.
Деклинација објекта је - 44° 1' 36" а ректасцензија 9h 42m 0,0s. Привидна величина (магнитуда) објекта NGC 2982 износи 14,0. NGC 2982 је још познат и под ознакама OCL 770, ESO 262-SC1.